# Hyalonema tenerum
Hyalonema tenerum är en svampdjursart som beskrevs av Schulze 1886. Hyalonema tenerum ingår i släktet Hyalonema och familjen Hyalonematidae. Inga underarter finns listade i Catalogue of Life.